# III liga polska w piłce nożnej (2016/2017)
III liga polska w piłce nożnej 2016/2017 – edycja rozgrywek czwartego poziomu ligowego piłki nożnej mężczyzn w Polsce, 9. pod nazwą III liga, a 1. po reformie przeprowadzonej w 2016 roku, która zredukowała liczbę grup z 8 do 4.
W rywalizacji brało udział 72 drużyny klubowe, podzielone na zasadzie terytorialnej na 4 grupy po 18 zespołów, grających systemem kołowym w okresie od 30 lipca 2016 roku do 18 czerwca 2017 roku.
W składzie III ligi po reformie rozgrywek znalazły się:
- 54 drużyny grające na tym poziomie w poprzednim sezonie (w tym 4 przegranych baraży o II ligę),
- 16 mistrzów IV ligi w poszczególnych województwach,
- 2 zespoły spadające z II ligi.

## Zasady rozgrywek
W III lidze w sezonie 2016/2017 brało udział 72 drużyny, podzielone na zasadzie terytorialnej na 4 grupy po 18 zespołów:
- grupa I (województwa: łódzkie, mazowieckie, podlaskie, warmińsko-mazurskie),
- grupa II (województwa: kujawsko-pomorskie, pomorskie, wielkopolskie, zachodniopomorskie),
- grupa III (województwa: dolnośląskie, lubuskie, opolskie, śląskie),
- grupa IV (województwa: lubelskie, małopolskie, podkarpackie, świętokrzyskie).

| Poziomy rozgrywkowe w sezonie 2016/2017                | Poziomy rozgrywkowe w sezonie 2016/2017 | Poziomy rozgrywkowe w sezonie 2016/2017 |
| Rozgrywki                                              | P                                       | Nazwa                                   |
| ------------------------------------------------------ | --------------------------------------- | --------------------------------------- |
| Centralne                                              | I                                       | Ekstraklasa                             |
| Centralne                                              | II                                      | I Liga                                  |
| Centralne                                              | III                                     | II Liga                                 |
| Makroregionalne                                        | IV                                      | III Liga (4 grupy)                      |
| Okręgowe (16 okręgów)*                                 | V                                       | IV Liga (21 grup)                       |
| Okręgowe (16 okręgów)*                                 | VI                                      | Klasa Okręgowa                          |
| Okręgowe (16 okręgów)*                                 | VII                                     | Klasa A                                 |
| Okręgowe (16 okręgów)*                                 | VIII                                    | Klasa B                                 |
| Okręgowe (16 okręgów)*                                 | IX                                      | Klasa C                                 |
| (*) Różna ilość klas oraz grup w zależności od okręgu. |                                         |                                         |
| System ligowy piłki nożnej w Polsce                    |                                         |                                         |

Zasięg terytorialny grup III ligi polskiej w piłce nożnej w sezonie 2016/2017

Zgodnie z regulaminem, w każdej grupie brało udział po 18 drużyn, grających w systemie „każdy z każdym” (2 mecze z daną drużyną: u siebie i na wyjeździe), które rozegrały po 34 kolejki ligowe – po dziewięć meczów każda (razem 306 spotkań), w dwóch rundach – jesiennej i wiosennej.
Mistrzowie każdej z grup uzyskały awans na poziom centralny – do II ligi. Trzy ostatnie drużyny spadły na poziom wojewódzki – do odpowiedniej terytorialnie grupy IV ligi. Liczba spadkowiczów może zwiększyć się zależnie od liczby drużyn spadających do danej grupy z lig wyższych.
Drużyny, które wycofają się z rozgrywek po rozegraniu mniej niż 50% spotkań, były automatycznie relegowane o dwa szczeble ligowe niżej (do klasy okręgowej) i przesunięte na koniec tabeli, a osiągnięte przez nie rezultaty zostały anulowane. Drużyny, które wycofały się z rozgrywek po rozegraniu 50% lub więcej spotkań, również były automatycznie relegowane o dwa szczeble ligowe niżej i przesunięte na koniec tabeli, ale za nierozegrane mecze przyznawane były walkowery 3:0 dla zespołów przeciwnych. Wykluczenie z rozgrywek groziło także za nieprzystąpienie z własnej winy do trzech meczów.

## Grupa I

### Drużyny
| Uczestnicy sezonu 2015/2016       | Uczestnicy sezonu 2015/2016  | Uczestnicy sezonu 2015/2016 | Uczestnicy sezonu 2015/2016 |
| --------------------------------- | ---------------------------- | --------------------------- | --------------------------- |
| grupa łódzko-mazowiecka           |                              |                             |                             |
| URS                               | Ursus Warszawa               | 2                           |                             |
| SOK                               | Sokół Aleksandrów Łódzki     | 3                           |                             |
| LTM                               | Lechia Tomaszów Mazowiecki   | 4                           |                             |
| LE2                               | Legia II Warszawa            | 5                           |                             |
| ŁKS                               | ŁKS Łódź                     | 6                           |                             |
| PEL                               | Pelikan Łowicz               | 7                           |                             |
| ŚWI                               | Świt Nowy Dwór Mazowiecki    | 8                           |                             |
| grupa podlasko-warmińsko-mazurska |                              |                             |                             |
| HMG                               | Huragan Morąg                | 2                           |                             |
| MEŁ                               | MKS Ełk                      | 3                           |                             |
| DRW                               | Drwęca Nowe Miasto Lubawskie | 4                           |                             |
| ŁOM                               | ŁKS 1926 Łomża               | 5                           |                             |
| SOS                               | Sokół Ostróda                | 6                           |                             |
| JA2                               | Jagiellonia II Białystok     | 7                           |                             |
| CON                               | Concordia Elbląg             | 8                           |                             |

| Spadek z II ligi 2015/2016                                                                                    | Spadek z II ligi 2015/2016 | Spadek z II ligi 2015/2016 | Spadek z II ligi 2015/2016 |
| --- | -------------------------- | -------------------------- | -------------------------- |
| brak spadkowicza                                                                                              |                            |                            |                            |
| Awans z IV ligi 2015/2016                                                                                     |                            |                            |                            |
| grupa łódzka                                                                                                  |                            |                            |                            |
| WID | Widzew Łódź                | 1                          |                            |
| grupa mazowiecka                                                                                              |                            |                            |                            |
| HWO | Huragan Wołomin            | 1                          |                            |
| grupa podlaska                                                                                                |                            |                            |                            |
| RWM | Ruch Wysokie Mazowieckie   | 1                          |                            |
| grupa warmińsko-mazurska                                                                                      |                            |                            |                            |
| MOL | Motor Lubawa               | 1                          |                            |
| Oznaczenia: - kolumna pierwsza – skróty nazw drużyn, - kolumna trzecia – miejsce zajęte w poprzednim sezonie. |                            |                            |                            |

Objaśnienia:
1. Huragan Wołomin, mistrz IV ligi mazowieckiej północnej wygrał swoje mecze barażowe o awans do III ligi z Victorią Sulejówek, mistrzem IV ligi mazowieckiej południowej.

### Tabela
| Lp. | Drużyna                           | M  | Z  | R  | P  | Bramki | Bramki | Różn. | Pkt | Uwagi                       | Bezpośrednio |
| --- | --------------------------------- | -- | -- | -- | -- | ------ | ------ | ----- | --- | --------------------------- | ------------ |
| 1   | Drwęca Nowe Miasto Lubawskie1 (M) | 34 | 23 | 6  | 5  | 80     | 30     | +50   | 75  |                             |              |
| 2   | ŁKS Łódź1 (A)                     | 34 | 21 | 10 | 3  | 60     | 13     | +47   | 73  | Awans do II ligi            |              |
| 3   | Widzew Łódź                       | 34 | 19 | 9  | 6  | 57     | 34     | +23   | 66  |                             |              |
| 4   | Świt Nowy Dwór Mazowiecki         | 34 | 17 | 11 | 6  | 61     | 32     | +29   | 62  |                             |              |
| 5   | Lechia Tomaszów Mazowiecki        | 34 | 15 | 10 | 9  | 59     | 37     | +22   | 55  |                             |              |
| 6   | Sokół Ostróda                     | 34 | 15 | 9  | 10 | 53     | 39     | +14   | 54  |                             |              |
| 7   | Pelikan Łowicz                    | 34 | 16 | 5  | 13 | 50     | 39     | +11   | 53  | PEL – LE2 4:0 LE2 – PEL 2:1 |              |
| 8   | Legia II Warszawa                 | 34 | 16 | 5  | 13 | 58     | 51     | +7    | 53  | PEL – LE2 4:0 LE2 – PEL 2:1 |              |
| 9   | Sokół Aleksandrów Łódzki          | 34 | 13 | 10 | 11 | 46     | 34     | +12   | 49  |                             |              |
| 10  | ŁKS 1926 Łomża                    | 34 | 12 | 10 | 12 | 37     | 34     | +3    | 46  |                             |              |
| 11  | MKS Ełk                           | 34 | 13 | 5  | 16 | 45     | 51     | −6    | 44  |                             |              |
| 12  | Huragan Morąg                     | 34 | 12 | 7  | 15 | 43     | 39     | +4    | 43  |                             |              |
| 13  | Ursus Warszawa                    | 34 | 12 | 6  | 16 | 43     | 44     | −1    | 42  |                             |              |
| 14  | Jagiellonia II Białystok2 (S)     | 34 | 10 | 10 | 14 | 34     | 50     | −16   | 40  | Drużyna wycofana            |              |
| 15  | Concordia Elbląg3 (S)             | 34 | 11 | 9  | 14 | 59     | 57     | +2    | 39  | Spadek do IV ligi           |              |
| 16  | Huragan Wołomin (S)               | 34 | 7  | 4  | 23 | 27     | 84     | −57   | 25  | Spadek do IV ligi           |              |
| 17  | Ruch Wysokie Mazowieckie (S)      | 34 | 4  | 9  | 21 | 26     | 69     | −43   | 21  | Spadek do IV ligi           |              |
| 18  | Motor Lubawa (S)                  | 34 | 0  | 5  | 29 | 15     | 108    | −93   | 5   | Spadek do IV ligi           |              |

Źródło: 90minut.pl 
Oznaczenia: (M) – tytuł mistrzowski, (A) – awans, (S) – spadek.
Zasady ustalania kolejności: 1. liczba zdobytych punktów w całym cyklu rozgrywek; 2. liczba punktów zdobyta w meczach bezpośrednich; 3. różnica bramek w meczach bezpośrednich; 4. różnica bramek w meczach bezpośrednich – bramki zdobyte na wyjeździe liczone podwójnie; 5. różnica bramek w całym cyklu rozgrywek; 6. liczba zdobytych bramek w całym cyklu rozgrywek. 
Bezpośrednio: stosowane, gdy dwie lub więcej drużyn mają identyczny dorobek punktowy.
Objaśnienia:
Liczba spadkowiczów może zwiększyć się zależnie od liczby drużyn spadających z lig wyższych.

## Grupa II

### Drużyny
| Uczestnicy sezonu 2015/2016          | Uczestnicy sezonu 2015/2016 | Uczestnicy sezonu 2015/2016 | Uczestnicy sezonu 2015/2016 |
| ------------------------------------ | --------------------------- | --------------------------- | --------------------------- |
| grupa kujawsko-pomorsko-wielkopolska |                             |                             |                             |
| PEN                                  | Pelikan Niechanowo          | 21                          |                             |
| LP2                                  | Lech II Poznań              | 3                           |                             |
| KLE                                  | Sokół Kleczew               | 4                           |                             |
| JAR                                  | Jarota Jarocin              | 5                           |                             |
| ŚRW                                  | Polonia Środa Wielkopolska  | 6                           |                             |
| WDA                                  | Wda Świecie                 | 7                           |                             |
| KAL                                  | KKS 1925 Kalisz             | 8                           |                             |
| ELA                                  | Elana Toruń                 | 91                          |                             |
| grupa pomorsko-zachodniopomorska     |                             |                             |                             |
| WOL                                  | Vineta Wolin                | 12                          |                             |
| PRZ                                  | GKS Przodkowo               | 2                           |                             |
| BAŁ                                  | Bałtyk Gdynia               | 3                           |                             |
| ŚWS                                  | Świt Szczecin               | 4                           |                             |
| CHW                                  | KS Chwaszczyno              | 5                           |                             |
| PO2                                  | Pogoń II Szczecin           | 6                           |                             |
| GWK                                  | Gwardia Koszalin            | 7                           |                             |

| Spadek z II ligi 2015/2016                                                                                    | Spadek z II ligi 2015/2016 | Spadek z II ligi 2015/2016 | Spadek z II ligi 2015/2016 |
| --- | -------------------------- | -------------------------- | -------------------------- |
| brak spadkowicza                                                                                              |                            |                            |                            |
| Awans z IV ligi 2015/2016                                                                                     |                            |                            |                            |
| grupa kujawsko-pomorska                                                                                       |                            |                            |                            |
| CHE | Chemik Bydgoszcz           | 23                         |                            |
| grupa pomorska                                                                                                |                            |                            |                            |
| LĘB | Pogoń Lębork               | 1                          |                            |
| grupa wielkopolska                                                                                            |                            |                            |                            |
| GKN | Górnik Konin               | 14                         |                            |
| grupa zachodniopomorska                                                                                       |                            |                            |                            |
| LEM | Leśnik Manowo              | 1                          |                            |
| Oznaczenia: - kolumna pierwsza – skróty nazw drużyn, - kolumna trzecia – miejsce zajęte w poprzednim sezonie. |                            |                            |                            |

Objaśnienia:
1. Pelikan Niechanowo, wicemistrz III ligi kujawsko-pomorsko-wielkopolskiej zrezygnował z gry w III lidze po zakończeniu sezonu 2015/2016, w związku z czym dodatkowo utrzymała się Elana Toruń.
2. Vineta Wolin przegrała swoje mecze barażowe o awans do II ligi z Odrą Opole, mistrzem III ligi opolsko-śląskiej.
3. Rol.Ko Konojady, mistrz IV ligi kujawsko-pomorskiej zrezygnował z awansu do III ligi (drużyna została rozwiązana), dzięki czemu awansował wicemistrz Chemik Bydgoszcz.
4. Górnik Konin, mistrz IV ligi wielkopolskiej południowej wygrał swoje mecze barażowe o awans do III ligi z Wartą Międzychód, mistrzem IV ligi wielkopolskiej północnej.

### Tabela
| Lp. | Drużyna                    | M  | Z  | R  | P  | Bramki | Bramki | Różn. | Pkt | Uwagi                       | Bezpośrednio |
| --- | -------------------------- | -- | -- | -- | -- | ------ | ------ | ----- | --- | --------------------------- | ------------ |
| 1   | Gwardia Koszalin (M) (A)   | 34 | 20 | 6  | 8  | 55     | 32     | +23   | 66  | Awans do II ligi            |              |
| 2   | Lech II Poznań             | 34 | 20 | 5  | 9  | 71     | 38     | +33   | 65  |                             |              |
| 3   | Bałtyk Gdynia              | 34 | 19 | 7  | 8  | 55     | 34     | +21   | 64  |                             |              |
| 4   | Jarota Jarocin             | 34 | 17 | 8  | 9  | 57     | 47     | +10   | 59  |                             |              |
| 5   | Elana Toruń                | 34 | 16 | 10 | 8  | 70     | 42     | +28   | 58  |                             |              |
| 6   | GKS Przodkowo              | 34 | 15 | 12 | 7  | 62     | 40     | +22   | 57  |                             |              |
| 7   | Sokół Kleczew              | 34 | 16 | 7  | 11 | 60     | 47     | +13   | 55  |                             |              |
| 8   | KKS 1925 Kalisz            | 34 | 16 | 6  | 12 | 44     | 44     | 0     | 54  | KAL – ŚWS 1:1 ŚWS – KAL 0:2 |              |
| 9   | Świt Szczecin              | 34 | 15 | 9  | 10 | 55     | 42     | +13   | 54  | KAL – ŚWS 1:1 ŚWS – KAL 0:2 |              |
| 10  | Wda Świecie                | 34 | 14 | 7  | 13 | 66     | 53     | +13   | 49  |                             |              |
| 11  | Polonia Środa Wielkopolska | 34 | 12 | 11 | 11 | 44     | 44     | 0     | 47  |                             |              |
| 12  | KS Chwaszczyno1 (S)        | 34 | 14 | 4  | 16 | 56     | 63     | −7    | 46  | Spadek do klasy B           |              |
| 13  | Pogoń II Szczecin          | 34 | 13 | 5  | 16 | 46     | 50     | −4    | 44  |                             |              |
| 14  | Górnik Konin               | 34 | 10 | 10 | 14 | 44     | 51     | −7    | 40  |                             |              |
| 15  | Chemik Bydgoszcz (S)       | 34 | 10 | 6  | 18 | 39     | 59     | −20   | 36  | Spadek do IV ligi           |              |
| 16  | Pogoń Lębork (S)           | 34 | 9  | 3  | 22 | 36     | 71     | −35   | 30  | Spadek do IV ligi           |              |
| 17  | Vineta Wolin (S)           | 34 | 5  | 7  | 22 | 37     | 67     | −30   | 22  | Spadek do IV ligi           |              |
| 18  | Leśnik Manowo (S)          | 34 | 3  | 1  | 30 | 22     | 95     | −73   | 10  | Spadek do IV ligi           |              |

Źródło: 90minut.pl 
Oznaczenia: (M) – tytuł mistrzowski, (A) – awans, (S) – spadek.
Zasady ustalania kolejności: 1. liczba zdobytych punktów w całym cyklu rozgrywek; 2. liczba punktów zdobyta w meczach bezpośrednich; 3. różnica bramek w meczach bezpośrednich; 4. różnica bramek w meczach bezpośrednich – bramki zdobyte na wyjeździe liczone podwójnie; 5. różnica bramek w całym cyklu rozgrywek; 6. liczba zdobytych bramek w całym cyklu rozgrywek. 
Bezpośrednio: stosowane, gdy dwie lub więcej drużyn mają identyczny dorobek punktowy.
Objaśnienia:
Liczba spadkowiczów może zwiększyć się zależnie od liczby drużyn spadających z lig wyższych.

## Grupa III

### Drużyny
| Uczestnicy sezonu 2015/2016 | Uczestnicy sezonu 2015/2016 | Uczestnicy sezonu 2015/2016 | Uczestnicy sezonu 2015/2016 |
| --------------------------- | --------------------------- | --------------------------- | --------------------------- |
| grupa dolnośląsko-lubuska   |                             |                             |                             |
| GWB                         | Górnik Wałbrzych            | 1                           |                             |
| PLK                         | KS Polkowice                | 2                           |                             |
| ŚLZ                         | Ślęza Wrocław               | 3                           |                             |
| ML2                         | Miedź II Legnica            | 4                           |                             |
| LDZ                         | Lechia Dzierżoniów          | 5                           |                             |
| ŚL2                         | Śląsk II Wrocław            | 6                           |                             |
| ŻMI                         | Piast Żmigród               | 7                           |                             |
| grupa opolsko-śląska        |                             |                             |                             |
| BKS                         | BKS Stal Bielsko-Biała      | 2                           |                             |
| REK                         | Rekord Bielsko-Biała        | 3                           |                             |
| GZ2                         | Górnik II Zabrze            | 4                           |                             |
| SKC                         | Skra Częstochowa            | 5                           |                             |
| PNI                         | Pniówek Pawłowice Śląskie   | 6                           |                             |
| JAS                         | GKS 1962 Jastrzębie         | 7                           |                             |
| RZD                         | Ruch Zdzieszowice           | 82                          |                             |

| Spadek z II ligi 2015/2016                                                                                    | Spadek z II ligi 2015/2016 | Spadek z II ligi 2015/2016 | Spadek z II ligi 2015/2016 |
| --- | -------------------------- | -------------------------- | -------------------------- |
| NAG | Nadwiślan Góra             | 162                        |                            |
| Awans z IV ligi 2015/2016                                                                                     |                            |                            |                            |
| grupa dolnośląska                                                                                             |                            |                            |                            |
| KOW | Olimpia Kowary             | 1                          |                            |
| grupa lubuska                                                                                                 |                            |                            |                            |
| FZG | Falubaz Zielona Góra       | 1                          |                            |
| grupa opolska                                                                                                 |                            |                            |                            |
| STB | Stal Brzeg                 | 1                          |                            |
| grupa śląska                                                                                                  |                            |                            |                            |
| UTU | Unia Turza Śląska          | 13                         |                            |
| Oznaczenia: - kolumna pierwsza – skróty nazw drużyn, - kolumna trzecia – miejsce zajęte w poprzednim sezonie. |                            |                            |                            |

Objaśnienia:
1. Górnik Wałbrzych przegrał swoje mecze barażowe o awans do II ligi z Polonią Warszawa, mistrzem III ligi łódzko-mazowieckiej.
2. Spadkowicz z II ligi Nadwiślan Góra nie otrzymał licencji na grę w III lidze w sezonie 2016/2017, w związku z czym dodatkowo utrzymał się Ruch Zdzieszowice.
3. Unia Turza Śląska, mistrz IV ligi śląskiej II wygrała swoje mecze barażowe o awans do III ligi z Gwarkiem Tarnowskie Góry, mistrzem IV ligi śląskiej I.

### Tabela
| Lp. | Drużyna                     | M  | Z  | R  | P  | Bramki | Bramki | Różn. | Pkt | Uwagi                                              | Bezpośrednio      |
| --- | --------------------------- | -- | -- | -- | -- | ------ | ------ | ----- | --- | -------------------------------------------------- | ----------------- |
| 1   | GKS 1962 Jastrzębie (M) (A) | 34 | 20 | 10 | 4  | 72     | 29     | +43   | 70  | Awans do II ligi                                   |                   |
| 2   | Ruch Zdzieszowice           | 34 | 21 | 6  | 7  | 59     | 27     | +32   | 69  |                                                    |                   |
| 3   | Rekord Bielsko-Biała        | 34 | 15 | 12 | 7  | 58     | 35     | +23   | 57  |                                                    |                   |
| 4   | KS Polkowice                | 34 | 16 | 8  | 10 | 63     | 40     | +23   | 56  |                                                    |                   |
| 5   | Miedź II Legnica            | 34 | 16 | 7  | 11 | 53     | 48     | +5    | 55  | ML2 – STB 2:1 STB – ML2 0:2                        |                   |
| 6   | Stal Brzeg                  | 34 | 14 | 13 | 7  | 55     | 43     | +12   | 55  | ML2 – STB 2:1 STB – ML2 0:2                        |                   |
| 7   | Skra Częstochowa            | 34 | 14 | 12 | 8  | 53     | 35     | +18   | 54  |                                                    |                   |
| 8   | BKS Stal Bielsko-Biała      | 34 | 14 | 9  | 11 | 48     | 30     | +18   | 51  |                                                    |                   |
| 9   | Pniówek Pawłowice Śląskie   | 34 | 15 | 5  | 14 | 49     | 52     | −3    | 50  |                                                    |                   |
| 10  | Ślęza Wrocław               | 34 | 13 | 9  | 12 | 48     | 50     | −2    | 48  | ŚLZ – ŻMI 4:2 ŻMI – ŚLZ 1:0                        |                   |
| 11  | Piast Żmigród               | 34 | 13 | 9  | 12 | 54     | 55     | −1    | 48  | ŚLZ – ŻMI 4:2 ŻMI – ŚLZ 1:0                        |                   |
| 12  | Falubaz Zielona Góra        | 34 | 11 | 11 | 12 | 43     | 54     | −11   | 44  |                                                    |                   |
| 13  | Górnik II Zabrze            | 34 | 12 | 7  | 15 | 49     | 49     | 0     | 43  |                                                    |                   |
| 14  | Lechia Dzierżoniów          | 34 | 8  | 10 | 16 | 28     | 59     | −31   | 34  | LDZ - 8 pkt; 6:4 UTU - 5 pkt; 7:6 ŚL2 - 2 pkt; 1:4 |                   |
| 15  | Unia Turza Śląska1          | 34 | 8  | 10 | 16 | 49     | 57     | −8    | 34  | LDZ - 8 pkt; 6:4 UTU - 5 pkt; 7:6 ŚL2 - 2 pkt; 1:4 |                   |
| 16  | Śląsk II Wrocław (S)        | 34 | 9  | 7  | 18 | 39     | 48     | −9    | 34  | LDZ - 8 pkt; 6:4 UTU - 5 pkt; 7:6 ŚL2 - 2 pkt; 1:4 | Spadek do IV ligi |
| 17  | Górnik Wałbrzych (S)        | 34 | 6  | 8  | 20 | 24     | 51     | −27   | 26  |                                                    | Spadek do IV ligi |
| 18  | Olimpia Kowary (S)          | 34 | 2  | 5  | 27 | 29     | 111    | −82   | 11  |                                                    | Spadek do IV ligi |

## Grupa IV

### Drużyny
| Uczestnicy sezonu 2015/2016    | Uczestnicy sezonu 2015/2016       | Uczestnicy sezonu 2015/2016 | Uczestnicy sezonu 2015/2016 |
| ------------------------------ | --------------------------------- | --------------------------- | --------------------------- |
| grupa małopolsko-świętokrzyska |                                   |                             |                             |
| GAR                            | Garbarnia Kraków                  | 1                           |                             |
| KSZ                            | KSZO 1929 Ostrowiec Świętokrzyski | 2                           |                             |
| SOŁ                            | Soła Oświęcim                     | 3                           |                             |
| PNT                            | Podhale Nowy Targ                 | 4                           |                             |
| WK2                            | Wisła II Kraków                   | 5                           |                             |
| SDA                            | Spartakus Daleszyce               | 6                           |                             |
| UNT                            | Unia Tarnów                       | 7                           |                             |
| grupa lubelsko-podkarpacka     |                                   |                             |                             |
| MOT                            | Motor Lublin                      | 12                          |                             |
| STR                            | Stal Rzeszów                      | 2                           |                             |
| RES                            | Resovia                           | 3                           |                             |
| ORP                            | Orlęta Radzyń Podlaski            | 4                           |                             |
| KAR                            | Karpaty Krosno                    | 5                           |                             |
| AVI                            | Avia Świdnik                      | 6                           |                             |
| JKS                            | JKS 1909 Jarosław                 | 7                           |                             |

| Spadek z II ligi 2015/2016                                                                                    | Spadek z II ligi 2015/2016 | Spadek z II ligi 2015/2016 | Spadek z II ligi 2015/2016 |
| --- | -------------------------- | -------------------------- | -------------------------- |
| brak spadkowicza                                                                                              |                            |                            |                            |
| Awans z IV ligi 2015/2016                                                                                     |                            |                            |                            |
| grupa lubelska                                                                                                |                            |                            |                            |
| PBP | Podlasie Biała Podlaska    | 1                          |                            |
| grupa małopolska                                                                                              |                            |                            |                            |
| TRS | MKS Trzebinia-Siersza      | 13                         |                            |
| grupa podkarpacka                                                                                             |                            |                            |                            |
| NOW | Cosmos Nowotaniec          | 1                          |                            |
| grupa świętokrzyska                                                                                           |                            |                            |                            |
| WMA | Wierna Małogoszcz          | 1                          |                            |
| Oznaczenia: - kolumna pierwsza – skróty nazw drużyn, - kolumna trzecia – miejsce zajęte w poprzednim sezonie. |                            |                            |                            |

Objaśnienia:
1. Garbarnia Kraków przegrała swoje mecze barażowe o awans do II ligi z Wartą Poznań, mistrzem III ligi kujawsko-pomorsko-wielkopolskiej.
2. Motor Lublin przegrał swoje mecze barażowe o awans do II ligi z Olimpią Elbląg, mistrzem III ligi podlasko-warmińsko-mazurskiej.
3. MKS Trzebinia-Siersza, mistrz IV ligi małopolskiej zachód wygrał swoje mecze barażowe o awans do III ligi z Bocheńskim KS, mistrzem IV ligi małopolskiej wschód.

### Tabela
| Lp. | Drużyna                           | M  | Z  | R  | P  | Bramki | Bramki | Różn. | Pkt | Uwagi                       | Bezpośrednio |
| --- | --------------------------------- | -- | -- | -- | -- | ------ | ------ | ----- | --- | --------------------------- | ------------ |
| 1   | Garbarnia Kraków (M) (A)          | 32 | 21 | 5  | 6  | 55     | 29     | +26   | 68  | Awans do II ligi            |              |
| 2   | Motor Lublin                      | 32 | 20 | 5  | 7  | 62     | 29     | +33   | 65  |                             |              |
| 3   | Stal Rzeszów                      | 32 | 20 | 4  | 8  | 70     | 32     | +38   | 64  |                             |              |
| 4   | KSZO 1929 Ostrowiec Świętokrzyski | 32 | 18 | 7  | 7  | 48     | 35     | +13   | 61  |                             |              |
| 5   | Resovia                           | 32 | 16 | 8  | 8  | 50     | 39     | +11   | 56  |                             |              |
| 6   | Soła Oświęcim                     | 32 | 15 | 9  | 8  | 58     | 44     | +14   | 54  |                             |              |
| 7   | Karpaty Krosno                    | 32 | 11 | 10 | 11 | 37     | 42     | −5    | 43  | KAR – PNT 1:0 PNT – KAR 2:1 |              |
| 8   | Podhale Nowy Targ                 | 32 | 13 | 4  | 15 | 47     | 51     | −4    | 43  | KAR – PNT 1:0 PNT – KAR 2:1 |              |
| 9   | JKS 1909 Jarosław                 | 32 | 11 | 9  | 12 | 46     | 45     | +1    | 42  |                             |              |
| 10  | Orlęta Radzyń Podlaski            | 32 | 11 | 8  | 13 | 53     | 58     | −5    | 41  |                             |              |
| 11  | Unia Tarnów                       | 32 | 10 | 10 | 12 | 39     | 44     | −5    | 40  |                             |              |
| 12  | MKS Trzebinia-Siersza             | 32 | 12 | 2  | 18 | 51     | 54     | −3    | 38  |                             |              |
| 13  | Avia Świdnik                      | 32 | 9  | 9  | 14 | 36     | 50     | −14   | 36  |                             |              |
| 14  | Spartakus Razem Daleszyce         | 32 | 8  | 9  | 15 | 38     | 58     | −20   | 33  |                             |              |
| 15  | Podlasie Biała Podlaska           | 32 | 8  | 8  | 16 | 34     | 49     | −15   | 32  |                             |              |
| 16  | Cosmos Nowotaniec (S)             | 32 | 6  | 7  | 19 | 30     | 53     | −23   | 25  | Spadek do IV ligi           |              |
| 17  | Wierna Małogoszcz (S)             | 32 | 4  | 4  | 24 | 32     | 74     | −42   | 16  | Spadek do IV ligi           |              |
| 18  | Wisła II Kraków1 (S)              | 0  | 0  | 0  | 0  | 0      | 0      | 0     | 0   | Drużyna wycofana            |              |

Źródło: 90minut.pl 
Oznaczenia: (M) – tytuł mistrzowski, (A) – awans, (S) – spadek.
Zasady ustalania kolejności: 1. liczba zdobytych punktów w całym cyklu rozgrywek; 2. liczba punktów zdobyta w meczach bezpośrednich; 3. różnica bramek w meczach bezpośrednich; 4. różnica bramek w meczach bezpośrednich – bramki zdobyte na wyjeździe liczone podwójnie; 5. różnica bramek w całym cyklu rozgrywek; 6. liczba zdobytych bramek w całym cyklu rozgrywek. 
Bezpośrednio: stosowane, gdy dwie lub więcej drużyn mają identyczny dorobek punktowy.
Objaśnienia:
Liczba spadkowiczów może zwiększyć się zależnie od liczby drużyn spadających z lig wyższych.